# Albert Geromini
Albert Geromini (* 10. April 1896 in Arvigo; † 7. Dezember 1961 in Thalwil) war ein Schweizer Eishockeyspieler.   

## Karriere
Albert Geromini nahm für die Schweizer Nationalmannschaft an den Olympischen Winterspielen 1928 in St. Moritz teil, bei denen er mit seiner Mannschaft die Bronzemedaille gewann. Zudem stand er im Aufgebot seines Landes bei den Europameisterschaften 1924, 1925 und 1932, bei denen er jeweils die Bronzemedaille gewann sowie bei der Europameisterschaft 1926, bei der er mit seiner Mannschaft die Goldmedaille gewann. Bei den Weltmeisterschaften 1930 und 1937 gewann er mit der Schweiz ebenfalls die Bronzemedaille.
Auf Klubebene spielte Geromini von 1921 bis 1940 beim HC Davos in der Schweiz. Mit dem HCD gewann er zwölf Meistertitel (1926, 1927, 1929, 1930, 1931, 1932, 1933, 1934, 1935, 1937, 1938 und 1939) und errang vier Siege am Spengler Cup (1927, 1933, 1936 und 1938).

## Erfolge und Auszeichnungen
- 1924 Bronzemedaille bei der Europameisterschaft
- 1925 Bronzemedaille bei der Europameisterschaft
- 1926 Goldmedaille bei der Europameisterschaft
- 1928 Bronzemedaille bei den Olympischen Winterspielen
- 1930 Bronzemedaille bei der Weltmeisterschaft
- 1932 Bronzemedaille bei der Europameisterschaft
- 1937 Bronzemedaille bei der Weltmeisterschaft